# Michael Bregel
Michael Georg Bregel (* 30. November 1971 in München) ist ein deutscher Journalist, Autor, Übersetzer und Künstler.

## Leben

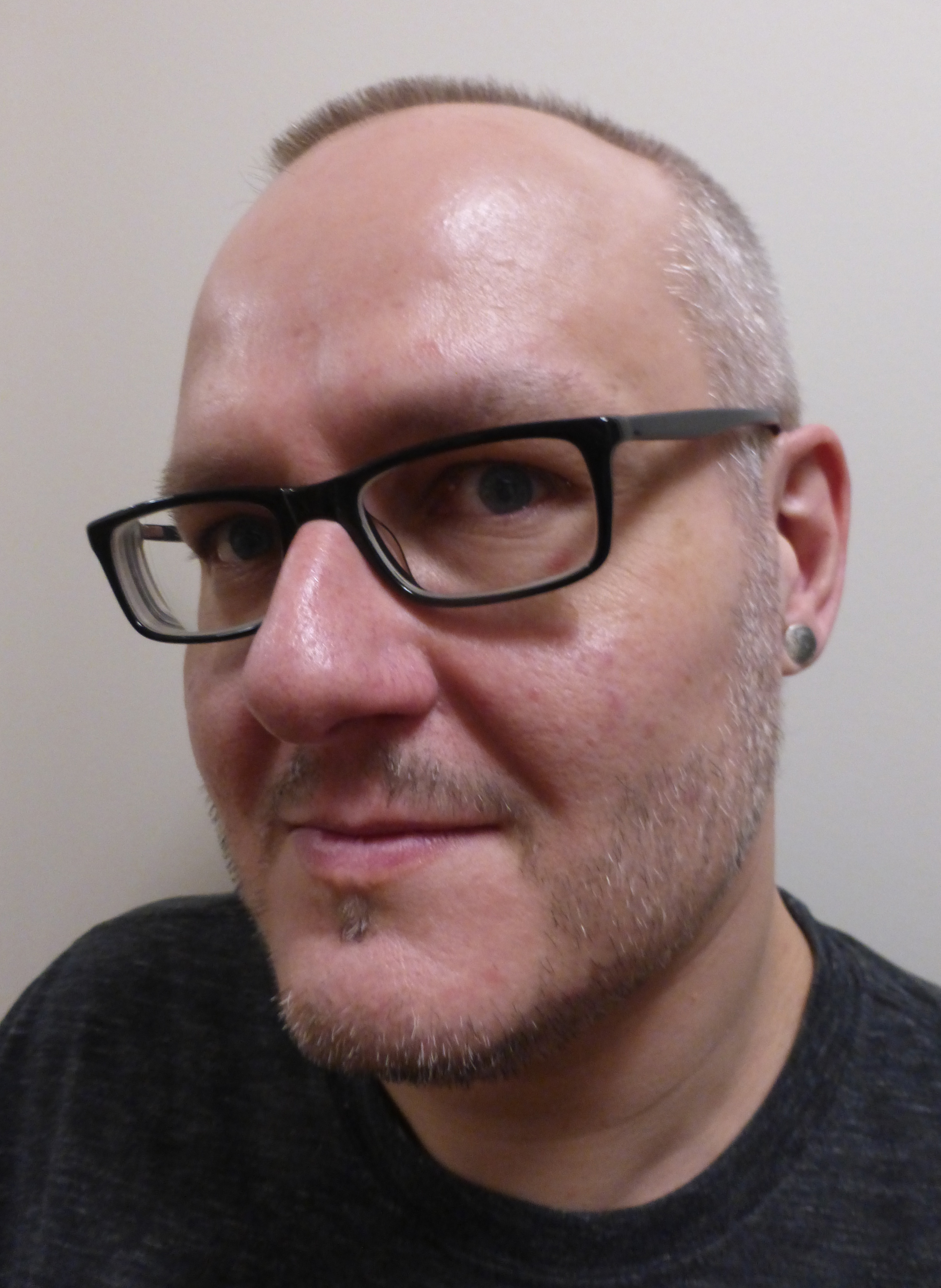
Michael Georg Bregel

Nach einem Rundfunkvolontariat bei Radio Mainwelle in Bayreuth studierte er zunächst Geschichte in Bayreuth, dann Politikwissenschaft am Otto-Suhr-Institut der Freien Universität Berlin und schloss als Diplom-Politologe ab. Von 1999 bis 2004 war Bregel Redakteur der Berliner Morgenpost. Seit 2005 ist er als selbstständiger Autor, Übersetzer, Redakteur und Künstler tätig und beschäftigt sich dabei neben literarischen und journalistischen Arbeiten viel mit Comics.
Bregel veröffentlicht seit Mitte der 1990er-Jahre Lyrik, Prosa, Übersetzungen, Grafik und Fotografien in Literaturzeitschriften (u. a. Wandler, Poesiealbum neu, etcetera, Dichtungsring und Am Erker), Anthologien, im Internet und in Zeitungen (u. a. mehrere hundert Glossen in Berliner Morgenpost, Die Welt, Welt am Sonntag und im Rundfunk). Als Herausgeber und Autor war Bregel an den Anthologien „Mund voll Sand – Eine Anthologie der Gruppe 94“ (1996) und „Kein gelber Schal – Die neue Anthologie der Gruppe 94“ (1997) beteiligt. Als literarische Einzelveröffentlichungen erschienen 1997 der Lyrikband „PulsAdernBunt - Eine Wortversammlung“ (edition ..,-, Berlin) und 2001 die Erzählung „Die Farben Grau“ (XIM Virgines, Düsseldorf), die beide ebenso wie der Lyrikband „Kriegstanz mono“ von 2003 im Jahr 2020 bei edition ..,- als E-Books wiederveröffentlicht wurden. 2021 erschien der Gedichtband „Diesseits“ (edition ..,-, Berlin). Der nächste Gedichtband wurde 2024 im Verlag der 9 Reiche unter dem Titel „Raunacht“ als Band 36 der Lyrik-Edition NEUN veröffentlicht.
Im Comic-Bereich schrieb Bregel das Szenario und gemeinsam mit dem Schriftsteller Titus Müller die Dialoge für die 2006 vom Schweizer Roloff gezeichnete Graphic Novel „Basileia – Das Vermächtnis des Mönchs“ (Brunnen Verlag, Basel). Zudem schrieb er mehrere Disney-Comics.
Als Comic-Übersetzer bearbeitete Bregel Disney-Geschichten für das Micky-Maus-Magazin, Die tollsten Geschichten von Donald Duck und das Lustige Taschenbuch, aber auch Stories für zahlreiche andere Hefte, Alben und Bücher für unter anderem Ehapa, Egmont und Panini, für Letztere neben einzelnen Superhelden-Comics vor allem italienische Produktionen von Milo Manara, Mirka Andolfo und anderen. Als Übersetzer und Vorwort-Autor betreute er die Hägar-Gesamtausgabe (Egmont Comic Collection) mit 29 Bänden. Für Bulls Press übersetzt und lettert er seit 2008 verschiedene Comicstrips und Cartoons, die in einer Vielzahl von Zeitungen erscheinen, neben Hägar der Schreckliche unter anderem auch Baby Blues (Sammelbände bei Lappan). Außerdem hat Bregel diverse Essays zu Comicthemen und Interviews mit anderen Comicschaffenden in Zeitschriften und Büchern veröffentlicht.
Bildend künstlerisch beschäftigt sich Bregel vor allem mit Fotografie, Sieb- und Stempeldruck sowie mit Kurzfilmen. Einzelausstellungen hatte er unter anderem 1997 und 1998 in Berlin sowie 1999 und 2000 in Bayreuth. Unter seinen diversen Beiträgen zu Gruppenausstellungen waren zuletzt unter anderem Fotografien bei „kommen sie nach hause 18“ 2020 in Heidelberg und 2023 bei „Berlin jetzt! / Berliner Kontraste“ im Stadtmuseum Berlin im Ephraim-Palais, Grafiken 2021 bei „Black + White“ in der Galerie LiTE-HAUS und 2023 bei „ARTvent“ im Kunstraum Reuter, beide in Berlin. Zudem zeigte er Grafik bei vielen Mail-Art-Ausstellungen in Europa, Asien, Nord- und Südamerika und in Originalgrafik-Magazinen wie „Circulaire 132“ (Kanada) oder „The Rubber Postcard“ (Taiwan). Gedruckt erschienen zuletzt Fotografien in „Mein heimliches Auge“ 37 und 38 (konkursbuch, Tübingen, 2022 und 2023) und Grafik in „Maintenant 17 - A Journal of Contemporary Dada Writing and Art“ (Three Rooms Press, New York City, 2023). Kurzfilme von Bregel waren zuletzt 2022 als Streaming beim US-Kunstmagazin „Transformative Power of Art Journal“ („not a poem“, 2020) und bei Screenings in den Berliner Kinos Moviemento und Il Kino zu sehen („Jenseits“, 2022). 1997 kuratierte Bregel in der Stadtbibliothek Bayreuth eine Ausstellung der Künstlergruppe „Gruppe 94“. 2016 war Bregel einer der Kuratoren der weltweit beachteten Ausstellung „SuperQueeroes – Unsere LGBTI*-Comic-Held_innen“ im Schwulen Museum* Berlin.

## Auszeichnungen
Bregel erhielt mehrere Preise für Journalismus (Journalistenpreise der Konrad-Adenauer-Stiftung 2001 und 2004) und Lyrik (u. a. „Salamander“-Literaturpreis der Universität Regensburg 1999, Förderpreis Lyrischer Oktober Bayreuth 1995, zuletzt Lyrik-Finalist beim „zeilen.lauf“ in Baden bei Wien 2023). Die von Bregel zusammengestellte und herausgegebene Anthologie „Die Ducks – Eine Familienchronik“ war 2011 für den Sondermann Comic-Preis der Frankfurter Buchmesse nominiert, 2012 die von ihm übersetzte und geletterte Comicstrip-Serie Baby Blues für den Max-und-Moritz-Preis des Internationalen Comicsalons Erlangen.